# Contea di Tai'an
La contea di Tai'an (台安县S, Tái'ānP) è una contea della Cina, situata nella provincia di Liaoning e amministrata dalla prefettura di Anshan.